# Régine

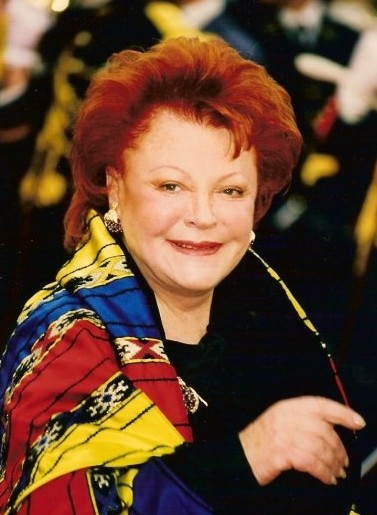
Régine (1997)

Régine (* 25. Dezember 1929 in Anderlecht, Belgien als Régina Zylberberg; † 1. Mai 2022 in Paris) war eine französische Chanson-Sängerin, Schauspielerin und Nachtclub-Unternehmerin, die in den 1960er und 1970er Jahren mit Liedern wie Les p’tits papiers (1965), La grande Zoa (1966), Azzurro (1969) und der französischen Version von Gloria Gaynors I Will Survive, Je survivrai (1979), Erfolge feierte. Parallel dazu baute sie ein umfangreiches Diskothekenimperium auf, das ihr den Spitznamen The Queen of the Night einbrachte.

## Karriere
Bereits in jungen Jahren erkannte Régine das geschäftliche Potenzial von Diskotheken. 1956 eröffnete sie in Paris das Chez Régine, in verschiedenen Quellen als die erste Diskothek der Welt bezeichnet. Ende der 70er Jahre, auf dem Höhepunkt der Discowelle, besaß Régine rund 20 Diskotheken (Le Régine) unter anderem in Paris, London, New York, Rio de Janeiro und Kairo. Dort traf sich vor allen Dingen der internationale Jetset. Darüber hinaus eröffnete sie Cafés, war Inhaberin ihrer eigenen Mode- und Parfümserie und gab ein Magazin heraus. In den frühen 1990er Jahren mussten einige ihrer Clubs wegen der schlechten Wirtschaftslage und falscher geschäftlicher Entscheidungen geschlossen werden.
Régine nahm zwischen 1965 und 1972 etliche Chansons des Komponisten Serge Gainsbourg auf, darunter der Hit Les p’tits papiers (1965). 14 Aufnahmen jener Jahre wurden 2006 in der Compilation Gainsbourg Fait Chanter Régine zusammengefasst. Daneben nahm sie auch einige Lieder von Serge Lama auf.
Weniger bekannt sind Régines Auftritte im Film: 1962 spielte sie in ihrem ersten Film Le couteau dans la plaie neben Sophia Loren und Anthony Perkins. In Le Train – Nur ein Hauch von Glück agierte sie in einer Nebenrolle an der Seite von Romy Schneider und Jean-Louis Trintignant. Im Fernsehen spielte sie neben Joan Collins und Timothy Dalton in der Miniserie Sins (1986).
Nach etlichen Jahren ohne neue Platten veröffentlichte Régine 2004 die CD Made in Paname, die kurzzeitig die französischen Charts erreichte. Im Jahr darauf nahm die damals 76-Jährige als älteste Prominente an der zweiten Staffel der Reality-TV-Show La Ferme Célébrités teil, wurde aber nach einigen Folgen rausgewählt. 2006 veröffentlichte sie in Frankreich ihre Memoiren Moi, mes histoires.
Zuletzt erschien Anfang 2009 das Album Régine’s Duets, das Duette mit stilistisch so unterschiedlichen Künstlern wie Boy George, Fanny Ardant, Jane Birkin, Paolo Conte und Julia Migenes enthält. Die CD schaffte Platz 65 in den französischen Albumcharts.

## Privat
Régine wurde als Tochter polnisch-jüdischer Eltern, Tauba und Joseph Zylberberg, in Belgien geboren. Ihre Mutter verließ die Familie, als Régine noch ein Baby war. Régine wuchs in sehr einfachen Verhältnissen auf. Ihr Vater war dem Alkohol zugeneigt. Als 13-Jährige begann sie, in seinem Café als Kellnerin zu arbeiten. Während des Zweiten Weltkriegs floh sie vor den Nazis nach Frankreich.
Im Jahr 1969 nahm Régine die französische Staatsangehörigkeit an; 1975 zog sie für einige Jahre nach New York und lebte im luxuriösen Hotel Delmonico.
Ihr Sohn Lionel Rotcage (1948–2006) war ein in Frankreich bekannter Journalist und entstammte ihrer ersten Ehe. Ihren zweiten Ehemann Roger Choukroun heiratete Régine 1969.
Régine starb am 1. Mai 2022 im Alter von 92 Jahren.